# Internationella stamningsdagen
International Stuttering Awareness Day (ISAD), på svenska Internationella stamningsdagen, firas den 22 oktober och grundades av European League of Stuttering Associations, International Fluency Association och International Stuttering Association år 1998. Syftet med dagen är att uppmärksamma stamning som har drabbat 1 % av världens befolkning.